# Hilding Rolin
Karl Hilding Herbert Rolin, född 11 januari 1899 i Älghult, Kronobergs län, död 17 augusti 1971 i på Höstsol i Täby kommun, var en svensk operettsångare och skådespelare. Namnet stavas ibland Rohlin.

## Biografi
Rolin scendebuterade 1919 hos Hjalmar Selander i Göteborg, där han hade engagemang fram till 1924. Han spelade därefter 1925-1929 vid Hipp i Malmö, 1929-1931 vid Svenska Teatern i Helsingfors, 1931-1935 vid Hipp och 1935-1937 vid Stora Teatern, Göteborg. Han var somrarna 1929-1941 engagerad i folkparksturnéer. 
Han filmdebuterade 1928 i Edvard Perssons lustspel i sex akter Hattmakarens bal och var från 1920 gift med skådespelaren Dagmar Bentzen.

## Filmografi (urval)
- 1928 – Hattmakarens bal
- 1938 – Julia jubilerar
- 1938 – Svensson ordnar allt!
- 1939 – Skanör-Falsterbo
- 1940 – Beredskapspojkar
- 1940 – Frestelse
- 1944 – Rännstensungar
- 1945 – Sten Stensson kommer till stan
- 1945 – Trav, hopp och kärlek
- 1945 – Flickor i hamn
- 1946 – Ebberöds bank
- 1946 – Pengar - en tragikomisk saga
- 1948 – Hammarforsens brus
- 1948 – Soldat Bom
- 1952 – Flottare med färg
- 1953 – Dansa min docka
- 1959 – Lejon på stan
- 1962 – En nolla för mycket
- 1963 – Societetshuset
- 1964 – Åsa-Nisse i popform

## Teater

### Roller (ej komplett)
| År   | Roll                             | Produktion                                                                           | Regi                | Teater                |
| ---- | -------------------------------- | ------------------------------------------------------------------------------------ | ------------------- | --------------------- |
| 1943 |                                  | Tre valser Oscar Straus, Paul Knepler och Armin Robinson                             | Leif Amble-Naess    | Oscarsteatern         |
| 1944 |                                  | En midsommarnattsdröm William Shakespeare                                            | Sandro Malmquist    | Malmö stadsteater     |
| 1944 |                                  | Tre små flickor Walter Kollo                                                         | Oscar Winge         | Malmö stadsteater     |
| 1945 |                                  | Greven av Luxemburg Franz Lehár, Leo Stein, Alfred Maria Willner och Robert Bodanzky | Oscar Winge         | Malmö stadsteater     |
| 1945 | Capitain Carbon de Castel-Jaloux | Cyrano de Bergerac Edmond Rostand                                                    | Sandro Malmquist    | Malmö Stadsteater     |
| 1945 |                                  | Det var en gång Holger Drachmann                                                     | Arne Lydén          | Malmö stadsteater     |
| 1945 |                                  | Hamlet William Shakespeare                                                           | Sandro Malmquist    | Malmö Stadsteater     |
| 1946 |                                  | Sankta Johanna George Bernard Shaw                                                   | Sandro Malmquist    | Malmö Stadsteater     |
| 1946 |                                  | Tolvskillingsoperan Bertolt Brecht och Kurt Weill                                    | Sandro Malmquist    | Malmö stadsteater     |
| 1948 |                                  | Drömmarnas berg Maxwell Anderson                                                     | Gösta Folke         | Malmö Stadsteater     |
| 1954 |                                  | Den inbillade sjuke Molière                                                          | Lars-Levi Læstadius | Folkparksturné        |
| 1957 |                                  | Den fantastiske herr Pennypacker Liam O'Brien                                        | Mats Johansson      | Folkteatern, Göteborg |
| 1958 | Gubben Mahon                     | Hjälten på den gröna ön John Millington Synge                                        | Mats Johansson      | Folkteatern, Göteborg |
| 1958 |                                  | Mannen, djuret och dygden Luigi Pirandello                                           | Gunnar Ekström      | Folkteatern, Göteborg |
| 1959 |                                  | Romans på slottet Staffan Tjerneld och Kai Normann Andersen                          | Jackie Söderman     | Folkteatern, Göteborg |
| 1962 |                                  | Kassabrist Vilhelm Moberg                                                            | Johan Bergenstråhle | Uppsala stadsteater   |